# Filip Ospalý
Filip Ospalý (Ústí nad Labem, 15 de mayo de 1976) es un deportista checo que compitió en triatlón, duatlón y acuatlón.
Ganó tres medallas en el Campeonato Europeo de Triatlón entre los años 2001 y 2003, una medalla de oro en el Campeonato Europeo de Triatlón de Media Distancia de 2015 y una medalla de plata en el Campeonato Africano de Triatlón de 2012. En Ironman 70.3 consiguió una medalla de plata en el Campeonato Mundial de 2010 y una medalla de plata en el Campeonato Europeo de 2011.
Además, obtuvo dos medallas en el Campeonato Europeo de Duatlón, oro en 2006 y plata en 2005, y dos medallas de bronce en el Campeonato Mundial de Acuatlón, en los años 2001 y 2002.

## Palmarés internacional
| Campeonato Europeo  | Campeonato Europeo             | Campeonato Europeo | Campeonato Europeo |
| Año                 | Lugar                          | Medalla            | Prueba             |
| ------------------- | ------------------------------ | ------------------ | ------------------ |
| 2001                | Karlovy Vary (República Checa) | Medalla de oro     | Individual         |
| 2002                | Győr (Hungría)                 | Medalla de plata   | Individual         |
| 2003                | Karlovy Vary (República Checa) | Medalla de plata   | Individual         |
| Campeonato Africano |                                |                    |                    |
| Año                 | Lugar                          | Medalla            | Prueba             |
| 2012                | Morne Brabant (Mauricio)       | Medalla de plata   | Individual         |

| Campeonato Europeo | Campeonato Europeo | Campeonato Europeo | Campeonato Europeo |
| Año                | Lugar              | Medalla            | Prueba             |
| ------------------ | ------------------ | ------------------ | ------------------ |
| 2015               | Rimini (Italia)    | Medalla de oro     | Individual         |

| Campeonato Mundial | Campeonato Mundial          | Campeonato Mundial | Campeonato Mundial |
| Año                | Lugar                       | Medalla            | Prueba             |
| ------------------ | --------------------------- | ------------------ | ------------------ |
| 2010               | Clearwater (Estados Unidos) | Medalla de plata   | Individual         |
| Campeonato Europeo |                             |                    |                    |
| Año                | Lugar                       | Medalla            | Prueba             |
| 2011               | Wiesbaden (Alemania)        | Medalla de plata   | Individual         |

| Campeonato Europeo | Campeonato Europeo | Campeonato Europeo | Campeonato Europeo |
| Año                | Lugar              | Medalla            | Prueba             |
| ------------------ | ------------------ | ------------------ | ------------------ |
| 2005               | Debrecen (Hungría) | Medalla de plata   | Individual         |
| 2006               | Rimini (Italia)    | Medalla de oro     | Individual         |

| Campeonato Mundial | Campeonato Mundial | Campeonato Mundial | Campeonato Mundial |
| Año                | Lugar              | Medalla            | Prueba             |
| ------------------ | ------------------ | ------------------ | ------------------ |
| 2001               | Edmonton (Canadá)  | Medalla de bronce  | Individual         |
| 2002               | Cancún (México)    | Medalla de bronce  | Individual         |